# Mats Levan
Mats Anders Levan, född 30 mars 1919 i Gävle, död 3 november 2016 i Uppsala, var en svensk ingenjör. Han var son till Anders Levan.
Efter studentexamen i Gävle 1938 utexaminerades Levan från Chalmers tekniska högskola i Göteborg 1944. Han anställdes samma år vid stadsingenjörskontoret i Uppsala och var stadsingenjör där från 1947. Levan är gravsatt i minneslunden på Uppsala gamla kyrkogård.